# Tabernacle métropolitain
Le Tabernacle métropolitain (anglais : Metropolitan Tabernacle) est une église baptiste indépendante réformée à Londres au Royaume-Uni. Son pasteur principal est Peter Masters.

## Histoire
L'église est fondé à Southwark en 1650 sous le nom de Chapelle New Park Street par le pasteur William Rider. En 1854, Charles Spurgeon est devenu pasteur de l’église. En 1861, l’église a déménagé à Elephant and Castle et a fait la dédicace d’un nouveau bâtiment comprenant un auditorium de 6 000 places . En 1881, l’église comptait 5 500 membres . Le bâtiment a été la proie de plusieurs incendies et a été reconstruit en 1894, en 1941 et en 1959 avec 1 750 sièges. En 2009, la fréquentation hebdomadaire était d’environ 500 personnes.

## Critiques
Selon The Guardian, les sermons de l’église se caractériseraient par une obsession du péché, un moralisme et un perfectionnisme impossible à atteindre.